# Универзитет у Техерану
Универзитет у Техерану (перс. دانشگاه تهران) је најстарији и највећи универзитет у Ирану, са највећом библиотеком у тој земљи. У Ирану се овај техерански универзитет популарно назива „Мајка универзитета у Ирану“ (персијски:دانشگاه مادر).
Смјештен у Техерану, овај универзитет је међу најпрестижнијим универзитетима у Ирану. Факултете овог универзитета уписују студенти из цијелог свијета, а сам универзитет је познат по широком спектру научних тема које се истражују. Студенти овде могу стећи неке од 116 различитих диплома основних, 160 магистарских и 120 докторских студија. На универзитету се налази око 340 страних студената.
Сусједни Универзитет медицине у Техерану, иако административно одвојен, дијели исто главно двориште универзитета и објављује сва научна истраживања под именом „Универзитет у Техерану“

## Историја
Већина факултета овог универзитета је настала обједињујући већ постојеће установе за високо образовање, попут Дар ал-Фунуна.
Међутим, године 1928, професор Махмуд Хесаби је тадашњем министру културе Алију Азгару Хекмату у кабинету шаха Резе предложио оснивања чврсте установе која би покрила већину наука.
Али Азгар Хекмат је, у сарадњи са Андреом Годардом и групом европских архитеката дошао до плана будуће зграде универзитета. Универзитет је званично започео са радом 1934. године. Блок „Амир абад“ је додат 1945. године, након што су америчке групе напустиле то имање пред крај Другог свјетског рата. Преостали факултети су касније или основани или директно потпомогнути и проширени од стране академских установа Сједињених Америчких Држава.
На универзитету су први пут прихваћени женски студенти године 1937..
Године 1986. одлуком Народног парламента Ирана, прерасли факултет медицине се одвојио у засебан универзитет, потпадајући под Министарство здравља и медицинског образовања. Тај универзитет је тренутно најпрестижнији ирански универзитет, са око 13.000 студената. При томе, уска сарадња два универзитета и даље траје у многим пољима.

## Блокови
Тренутно се универзитет састоји од 40 факултета, установа и истраживачких и образовних центара:
1. Централни блок Пардис је је најстарији и најпознатији од блокова.
2. Сјеверни блок Каргар, гдје се налази већина студентских домова
3. Блок Караџ
4. Блок Варамин
5. Блок Кум  Архивирано на веб-сајту  (21. јануар 2008)
6. Блок Чока

## Факултети
У почеку, Универзитет у Техерану се састојао од шест факултета:
- Теолошки факултет
- Физички факултет (од 1934)
- Факултет књижевности, филозофије и образовања
- Медицински факултет (од 1934)
- Фармацеутски факултет (од 1934)
- Стоматолошки факултет (од 1939)
- Машински факултет (од 1934) (персијски: دانشکده فنی)
- Факултет права, политике и економије

Касније, основани су сљедећи факултети:
- Академија лијепих умјетности (од 1941)
- Ветеринарски факултет (од 1943)
- Пољопривредни факултет (од 1945)
- Факултет пословне администрације (од 1954)
- Факултет образовања (од 1954)
- Факултет природних ресурса (од 1963)
- Економски факултет (од 1970)
- Факултет друштвених наука (од 1972)
- Филолошки за стране језике (од 1989)  Архивирано на веб-сајту  (25. август 2015)
- Факултет за проучавање природног окружења (од 1992)
- Факултет физичког васпитања

Године 1992, медицински, фармацеутски и стоматолошки факултет су се припојили и образовали Универзитет медицине у Техерану, али се и даље налазе у главном универзитетском блоку.

### Институти
Универзитет је и центар неколико важних института:
- Институт за биохемију и биофизику, који представља народно и УНЕСКО сједиште за биологију
- Институт за геофизику
- Међународни истраживачки центар за суживот са пустињама
- Институт историје науке  Архивирано на веб-сајту  (17. мај 2016)
- Институт за сјеверноамеричке и европске студије  Архивирано на веб-сајту  (26. јануар 2008)
- Институт за електротехнику
- Центар за студирање жена
- Истраживачки центар за примијењени менаџмент  Архивирано на веб-сајту  (26. јануар 2008)
- Институт за рјечник Декхода

## Награде и достигнућа
Многи професори и студенти овог универзитета су добитници важних народних и међународних награда. Вјероватно најбитнија од ових је Нобелова награда, додијељена доктору Ширину Ебадију, 2003. године.
Министарство наука и технологије је одредило Универзитет у Техерану да буде центар за градско планирање, примијењену електромагнетику, нафту и наноелектронику (види мрежно мјесто Архивирано на веб-сајту  (17. јануар 2008)).
У 2005. и 2006. години, удружени Универзитет медицине у Техерану је рангиран као најбољи ирански универзитет за медицину. Године 2006. Универзитет у Техерану је добио награду „напредна лига за симулацију“ на такмичењу за роботику у Њемачкој
Сајт универзитета је на другом мјесту на Средњем истоку, и на првом мјесту у Ирану, гледано у 2007. години.

## Политичка улога
Универзитет у Техерану је имао кључну улогу у неким политичким догађајима у Ирану у посљедњих 30 година. Управо пред капијом овог универзитета је војска шаха Мухамеда Резе Пахлавија отворила ватру на студенте-дисиденте, отварајући врата Иранској револуцији 1979. године. 20 година касније, у јулу 1999. године, продемократски политички дисиденти са овог истог универзитета су се суочили са режимском војском по други пут.
Студенти истог универзитета су 1. априла 2007. године пред амбасадом Уједињеног Краљевства скандирали „Смрт енглезима!“.
Универзитет у Техерану је од свог зачетка мјесто политичких и идеолошких покрета. Сваког петка, на овом универзитету се одржавају јаки политички говори.
Од 1979. године, тј. од Иранске револуције, главни блок универзитета и околне улице представљају мјесто за молитве петком.